# محمد إلهام
محمد إلهام (بالإندونيسية: Muhammad Ilham)‏ (22 يناير 1981 في إندونيسيا - ) هو لاعب كرة قدم إندونيسي في مركز جناح ‏. شارك مع منتخب إندونيسيا لكرة القدم. أما مع النوادي، فقد لعب مع برسيب باندونغ وبرسيجا جاكارتا ومادورا يونايتد وPSPS Pekanbaru ‏ وبيرسيبايا سورابايا وPersikota Tangerang ‏ وGresik United F.C. ‏.

## وصلات خارجية
- محمد إلهام على موقع قاعدة بيانات كرة القدم.إي يو (الإنجليزية)
- محمد إلهام على موقع ناشيونال فوتبول تيمز (الإنجليزية)
- محمد إلهام على موقع Soccerway.com (الإنجليزية)